# Krówka (osada leśna)
Krówka – (niem. Kuhbrück) osada leśna w Polsce, położona w województwie kujawsko-pomorskim, w powiecie bydgoskim, w gminie Koronowo.
W latach 1975–1998 miejscowość należała administracyjnie do województwa bydgoskiego.
W połowie czerwca 2018 dotychczasowy niskowodny most drewniany na rzece Krówka, uniemożliwiający przepłynięcie między Zalewem Koronowskim a jeziorami Stoczek i Piaseczno, kosztem 6,5 mln zł został zastąpiony nową betonową konstrukcją o długości 30,42 m, nośności 50 t i 4,5 m wysokości od lustra wody. Na pokrycie kosztów budowy złożyły się Lasy Państwowe (1 mln zł), budżet państwa (2,5 mln zł), gmina Koronowo (0,2 mln zł) i powiat bydgoski (2,8 mln zł).

## Demografia
Według danych Urzędu Gminy Koronowo (XII 2015 r.) osada liczyła 4 mieszkańców.